# Plesiops auritus
Plesiops auritus är en fiskart som beskrevs av Mooi, 1995. Plesiops auritus ingår i släktet Plesiops och familjen Plesiopidae. Inga underarter finns listade i Catalogue of Life.